# Anca Petrescu
Mira Anca Victoria Mărculeț Petrescu (Sighișoara, 20 marzo 1949 – Bucarest, 30 ottobre 2013) è stata un'architetta e politica rumena.
Laureata all'Istituto di Architettura di Bucarest nel 1973, responsabile di molti progetti di sviluppo e "sistematizzazione" degli anni '70 ed '80 in Romania, che prevedevano lo sfratto e il trasferimento dei cittadini da tutti gli edifici in cui risiedevano, demoliti e sostituiti con edifici moderni ed autonomi.
Membro del parlamento rumeno tra il 2004 ed il 2008.
È internazionalmente nota per essere stata la progettista di uno dei più grandi edifici amministrativi del mondo, il Palazzo del Parlamento a Bucarest, eseguito su incarico del presidente della Romania Nicolae Ceaușescu nel 1986 dopo aver vinto il relativo concorso per la sua progettazione ed esecuzione. 
Il 5 agosto 2013 la Petrescu è rimasta coinvolta in un grave incidente stradale: entrata in coma nel mese di settembre, è morta per complicazioni il 30 ottobre dello stesso anno.